# 貝沢町
貝沢町（かいざわまち）は、群馬県高崎市の地名。郵便番号は370-0042。面積は1.29km2(2012年現在)

## 地理
井野川中流域に位置し、土地は平坦で南に緩やかに傾斜している。

### 河川
- 井野川

## 歴史
室町時代からある地名である。江戸時代になると高崎藩領だった。

### 年表
- 1889年（明治22年）4月1日 町村制施行により西群馬郡塚沢村が成立したため、塚沢村の大字となる。
- 1896年（明治29年）4月1日 塚沢村が郡統合（西群馬郡と片岡郡）により群馬郡に属する。
- 1927年（昭和2年）4月1日 塚沢村は片岡村とともに高崎市へ編入される。そのため高崎市の大字となる。
- 1951年（昭和26年） 高崎市の町名となる。そのため高崎市貝沢町となる。
- 1960年（昭和35年） 一部が天神町、日光町となる。
- 1967年（昭和42年） 一部が問屋町1-4丁目となる。
- 1972年（昭和47年） 高崎環状線が完成する。
- 2004年（平成16年）10月16日 当町に高崎問屋町駅が開業する[5]。

### 地名
「かいさわ」とも言った。地名の由来は井野川の沢地、谷間を意味する峡の「沢」に由来する。

## 世帯数と人口
2017年（平成29年）8月31日現在の世帯数と人口は以下の通りである。
| 町丁   | 世帯数    | 人口    |
| ------ | --------- | ------- |
| 貝沢町 | 3,305世帯 | 7,190人 |

## 小・中学校の学区
市立小・中学校に通う場合、学区は以下の通りとなる。
| 番地・地区 | 小学校             | 中学校             |
| ---------- | ------------------ | ------------------ |
| 第4、通    | 高崎市立塚沢小学校 | 高崎市立塚沢中学校 |
| その他     | 高崎市立東部小学校 | 高崎市立塚沢中学校 |

## 交通

### 鉄道
JR東日本上越線高崎問屋町駅がある。

### 道路
国道は通っていない。県道は群馬県道12号前橋高崎線が通っている。また、高崎環状線が通っている。

## 施設
- JR東日本上越線高崎問屋町駅
- 高崎貝沢郵便局
- 貝沢野球場
- 貝沢保育園
- 五霊神社